# Saudiarabien i olympiska sommarspelen 2000
Saudiarabien deltog i de olympiska sommarspelen 2000 med en trupp bestående av åtta deltagare, alla män, och de tog totalt två medaljer.

## Medaljer

### Silver
- Hadi Soua'an Al-Somaily - Friidrott, 400 m häck

### Brons
- Khaled Al-Eid - Ridsport, hoppning individuellt

## Friidrott
Herrarnas 100 meter
- Jamal Al-Saffar
  1. Omgång 1 — 10.75 (→ gick inte vidare)

Herrarnas 200 meter
- Salem Al-Yami
  1. Omgång 1 — 21.18 (→ gick inte vidare)

Herrarnas 400 meter
- Hamdan Al-Bishi
  1. Omgång 1 — 45.22
  2. Omgång 2 — 45.35
  3. Semifinal — 45.98 (→ gick inte vidare)

Herrarnas 110 meter häck
- Mubarak Mubarak
  1. Omgång 1 — DSQ (→ gick inte vidare)

Herrarnas 400 meter häck
- Hadi Soua'an Al-Somaily
  1. Omgång 1 — 49.28
  2. Semifinal — 48.14
  3. Final — 47.53 (→  Silver)

Herrarnas 4 x 100 meter stafett
- Jamal Al-Saffar, Salem Al-Yami, Mohammed Al-Yami, och Mubarak Mubarak
  1. Omgång 1 — 39.94 (→ gick inte vidare)

Herrarnas 4 x 400 meter stafett
- Mohammed Albeshi, Hamdan Al-Bishi, Hamed Al-Bishi, och Hadi Soua'an Al-Somaily
  1. Omgång 1 — 03:09.57 (→ gick inte vidare)